# DeVonte Holloman
Christopher DeVonte Holloman (Charlotte, 12 febbraio 1991) è un giocatore di football americano statunitense che gioca nel ruolo di linebacker per i Dallas Cowboys della National Football League (NFL). Fu scelto nel corso del sesto giro (185º assoluto) del Draft NFL 2013 dai Cowboys. Al college ha giocato a football alla South Carolina University.

## Carriera professionistica

### Dallas Cowboys
Holloman fu scelto nel corso del sesto giro del Draft 2013 dai Dallas Cowboys. Nella prima gara di pre-stagione, Holloman mise a segno un intercetto su Matt Moore dei Miami Dolphins e lo ritornò per 75 yard in touchdown. Debuttò in una gara ufficiale nella vittoria della settimana 1 contro i New York Giants recuperando un fumble. La migliore gara dell'anno la disputò nell'ultimo turno contro i Philadelphia Eagles in cui guidò i Cowboys con 11 tackle e mise a segno i primi due sack in carriera su Nick Foles. La sua stagione da rookie si concluse con 26 tackle in 9 presenze, di cui 2 come titolare.

## Vittorie e premi
Nessuno

## Statistiche
| Partite totali      | 9   |
| Partite da titolare | 2   |
| Tackle              | 26  |
| Sack                | 2,0 |
| Intercetti          | 0   |

Statistiche aggiornate alla stagione 2013